# Hans-Peter Bühler
Pour les articles homonymes, voir Bühler.
Hans-Peter Bühler, né le 1er février 1942 à Stuttgart, est un marchand d'art, historien de l'art et mécène germano-portugais. Il vit au Portugal depuis 2006.

## Biographie
Hans-Peter Bühler étudie l'histoire de l'art et l'archéologie à Munich, Heidelberg et Wurtzbourg et en 1967 à l'université de Wurtzbourg auprès d'Erika Simon et rédige sa thèse sur les navires anciens de calcédoine. Avec son épouse Marion Bühler-Brockhaus, descendante directe du fondateur de Leipzig de l'encyclopédie FA Brockhaus, Hans-Peter Bühler rejoint la maison d'art fondée par son grand-père en 1905. En 1971, il réalise la transaction de la peinture de Caspar David Friedrich Wanderer über dem Nebelmeer, une icône du maître, avec la Kunsthalle de Hamburg. Après sept années d'activité fructueuse à Stuttgart, il ouvre une galerie à Munich avec un accent sur le pré- impressionnisme et l'impressionnisme allemand et français. En plus de diriger une galerie, il travaille comme auteur de livres d'art et comme expert en art pour Munich et la Haute-Bavière. L'une des plus importantes donations de peintures de collections privées au musée des Beaux-Arts de Leipzig a lieu en 2004, lorsque la collection de Corot à Monet De Barbizon à l'impressionnisme avec 41 peintures, dessins et sculptures, est réalisée en tant que donation de Bühler-Brockhaus et y est exposée, depuis cette date, de façon permanente.
Vivant depuis 2006 au Portugal, à Setúbal, Hans-Peter Bühler et son épouse fondent la fondation Fundação Bühler-Brockhaus en 2008, qui s'est ensuite distinguée par un large soutien dans les domaines de l'art et de la culture. Avec plusieurs grandes sculptures en marbre comme sur le rond-point de l'île Rotunda dos Golfinhos  et la Rotunda das Sardinhas  ainsi que sur la Rotunda do Zéfiro , cette dernière sculpture en acier, dans la ville de Setúbal, est remarquable.
En tant qu'archéologue et collectionneur, Hans-Peter Bühler et son épouse, avec leur fondation, ont donné plus de 250 œuvres de l'antiquité classique au Museu de Arqueologia D. Diogo de Sousa à Braga, dont le buste en marbre de l'empereur romain Auguste, qui n'est représenté qu'au Portugal.

## Don aux musées et institutions (sélection)
- Munich, collections de peinture de l'État de Bavière :
  - Eugène Carrière (1849–1906) : Die Nymphe Echo, 1880 , 1981[1].
  - Philipp Peter Roos (1655–1706) : Hirte mit Ziegenherde, Pferden und Hunden, 1982[2].
- Le Touquet-Paris-Plage, musée municipal :
  - Eugène Boudin (1824–1898), Berck, Le rivage, 1881, 1998.
  - Jules Dalou (1838–1902), La Boulonnaise, 1876, Bronze, 1998.

## Don au musée des Beaux-Arts de Leipzig
En 2004, la fondation Bühler-Brockhaus fait don, au musée des Beaux-Arts de Leipzig, de 41 œuvres répertoriées au catalogue Corot bis Monet Von Barbizon zum Impressionismus,

### Peinture

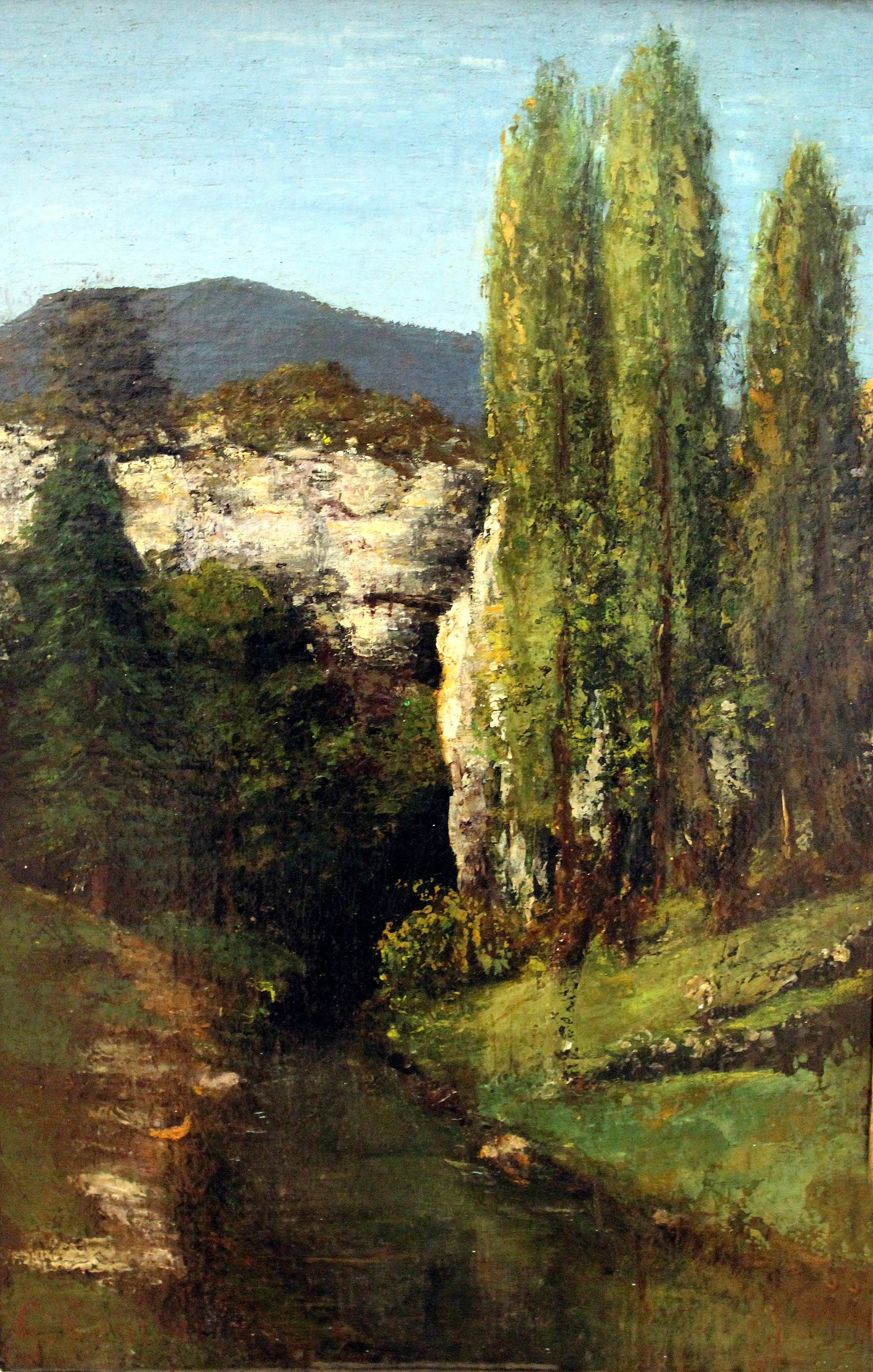
La Loue dans les monts du Jura de Gustave Courbet

- 1-Rosa Bonheur (1822–1899) : Reiter im Regenschauer, 1882. Inv. 3134.
- 2-Eugène Boudin (1824–1898) : Hafen von Deauville,1880. Inv. 3135.
- 3-Jean-Baptiste Camille Corot (1796–1875) : Holzfäller in einem Waldtal. Inv. 3136.
- 4-Jean-Baptiste Camille Corot (1796–1875) : Erinnerung an Dardagny. Inv.137.
- 5-Jean-Baptiste Camille Corot (1796–1875) : Die Weinlese. Inv. 3138.
- 6-Gustave Courbet (1819–1877) : La Loue dans les monts du Jura. Inv. 3139.
- 7-Gustave Courbet (1819–1877) : Am Starnberger See. Inv. 3140.
- 8-Charles-François Daubigny (1817–1878) : Fähre bei Bonnières, 1864. Inv. 3142.
- 9-Charles-François Daubigny (1817–1878) : Obstbaumwiese bei Sonnenuntergang, Inv.3141.
- 10-Charles-François Daubigny (1817–1878) : Wäscherinnen in Bezons, 1853. Inv. 3143.
- 11-Narcisse Díaz de la Peña (1807–1876) : Die Lichtung, 1870. Inv. 3144.
- 12-Narcisse Diaz de la Peña (1807–1876) : Blumen. Inv. 3145.
- 13-Jules Dupré (1811–1889) : Die drei Eichen. Inv. 3146.
- 14-Jules Dupré (1811–1889): Offene See. Inv. 3147.
- 15-Henri Fantin-Latour (1836–1904) : Zinnien, 1886. Inv. 3149.
- 16-Henri Fantin-Latour (1836–1904): Apfelstilleben, 1881. Inv. 3148.
- 17-Charles Jacque (1813–1894) : Schafherde am Feldrand, 1856. Inv. 3150.
- 18-Stanislas Lépine (1835–1892) : Seine-Ansicht mit Jenabrücke. Inv. 3151.
- 19-Jean-François Millet (1814–1875) : Felsküste bei Gréville, 1854. Inv. 3152.
- 20-Claude Monet (1840–1926) : Boote am Strand von Etretat,1883. Inv. 3153.
- 21-Adolphe Monticelli (1824–1886) : Die Hellebardenträger. Inv. 3154.
- 22-Théodule Ribot (1823–1891), Das Schwesterchen. Inv. 3156.
- 23-Théodule Ribot (1823–1891) : Das Gespräch. Inv. 3155.
- 24-Théodore Rousseau (1812–1867). Der Dorfbackofen. Inv. 3157.
- 25-Théodore Rousseau (1812–1867): Sonnenuntergang bei Apremont. Inv. 3158.
- 26-Constant Troyon (1810–1865): Kühe im Wald. Inv. 3159.
- 27-Félix Ziem (1821–1911) : Karneval in Venedig. Inv. 3160.
- 28-Félix Ziem (1821–1911) : Grosse Krevetten. Inv. 3161.
- 29-Félix Ziem (1821–1911) : Orientalisches Stadttor. Inv. 3162.

### Dessin
- 30-Edgar Degas (1834–1917) : Frauen mit Sonnenschirmen. Inv. 2001-121.
- 31-Eugène Delacroix (1798–1863) : Sitzende Löwin, stehender Löwe. Inv. 2001-122.
- 32-Jean-François Millet (1814–1875) : Grabender Mann. Inv. 2001-124.
- 33-Jean-François Millet (1814–1875) : Die Flachsbrecherin. Inv. 2001-125.
- 34-Jean-François Millet (1814–1875) : Schäfer einen Schafpferch öffnend. Inv. 2001-123.

### Sculpture
- 35-Jean-Baptiste Carpeaux (1827–1875) : Warum als Sklave geboren? Inv. P.853.
- 36-Jean-Baptiste Carpeaux (1827–1875) : Der Chinese: Inv. P.852.
- 37-Jean-Baptiste Carpeaux (1827–1875) : Spottender Amor. Inv. P.854.
- 38-Jules Dalou (1838–1902) : Die Lesende. Inv. P.855.
- 39-Jules Dalou (1838–1902) : Statue des Bauern. Inv. P.857.
- 40-Jules Dalou (1838–1902) : Junge stillende Mutter. Inv. P.856.
- 41-Jules Dalou (1838–1902) : Die Aufsteigende. Inv. P.858.

- 434 volumes d'histoire de l'art sur la peinture française du XIXe siècle, 2005.
- Max Liebermann (1847–1935) : Spaziergang im Tiergarten, 2006. Inv. 3241.
- Max Liebermann (1847–1935) : Skizze zu einer Bauernfamilie, 2006.
- Adolph von Menzel (1815–1905) : Drei Physiognomien eines Zeitung lesenden Mannes, 1891. fusain sur papier, 2008. Inv.2008–421.
- Charles-François Daubigny (1817–1878) : Voyage en bateau. Folge von 8 Blatt Radierungen. Musée des Beaux-Arts de Leipzig, 2008. Inv. 2008-422 bis 2008-429.
- Louis Valtat (1869–1952) : Les vagues, 1909. Inv. G 3308, 2012.
- Louis Valtat (1869–1952) : Mère et enfant, 1897. Inv. G 3307, 2012
- Louis Valtat (1869–1952) : Madame Valtat et son fils Jean. Sculpture en bronze. Inv. P 864, 2012.
- Max Liebermann (1847–1935) : Strasse in Scheveningen, 1891, 2017.
- Max Liebermann (1847–1935) : Der Künstler skizzierend im Kreise seiner Familie, 1925. huile sur toile, Liebermann-Villa am Wannsee, Berlin, 2016.
- Max Liebermann (1847–1935) : Pferdeführer am Strand, um 1908. Dessin à la craie. Don pour le 80e anniversaire de la nuit du pogrom de 1936. Liebermann-Villa am Wannsee,
- Berlin, 2016[5].
- Max Liebermann (1847–1935) : Klagende, vers 1923. craie noire. Don pour le 80e anniversaire de la nuit du pogrom de 1936. Liebermann-Villa am Wannsee, Berlin, 2016[6].
- Henri Matisse (1869–19549) : Femme accoudée vers 1939–1940. Dessin. Musée départemental Matisse, Le Cateau - Cambrésis (France), 2019[7].
- Max Liebermann (1847–1935) : Gehendes Mädchen. Singer Laren (Pays-Bas). 2019[8].

## Don de la Fundação Bühler-Brockhaus

### Don à la ville de Setúbal
La fondation fait don au musée et à la ville de Setúbal des œuvres suivantes :
- Carlos Andrade: Golfinhos. (Groupe de dauphins). Grande sculpture en marbre dans l'espace public. Setúbal, 2017[10].
- Sérgio Vicente: Statue Luísa Todi, Fórum Luísa Todi, Inox. Grande sculpture dans l'espace public. Setúbal, 2017.
- Sérgio Vicente: Statue Zéfiro, Inox. Grande sculpture dans l'espace public. Setúbal, 2013[11].
- Luísa Perienes: Sardinhas, Grande sculpture dans l'espace public. Marbre. Setúbal, 2014.
- Römische Marmorplastik : Cautopates, Museu de Setúbal, Convento de Jesus, 2020[12].

### Don au musée d'archéologie D. Diogo de Sousa de Braga

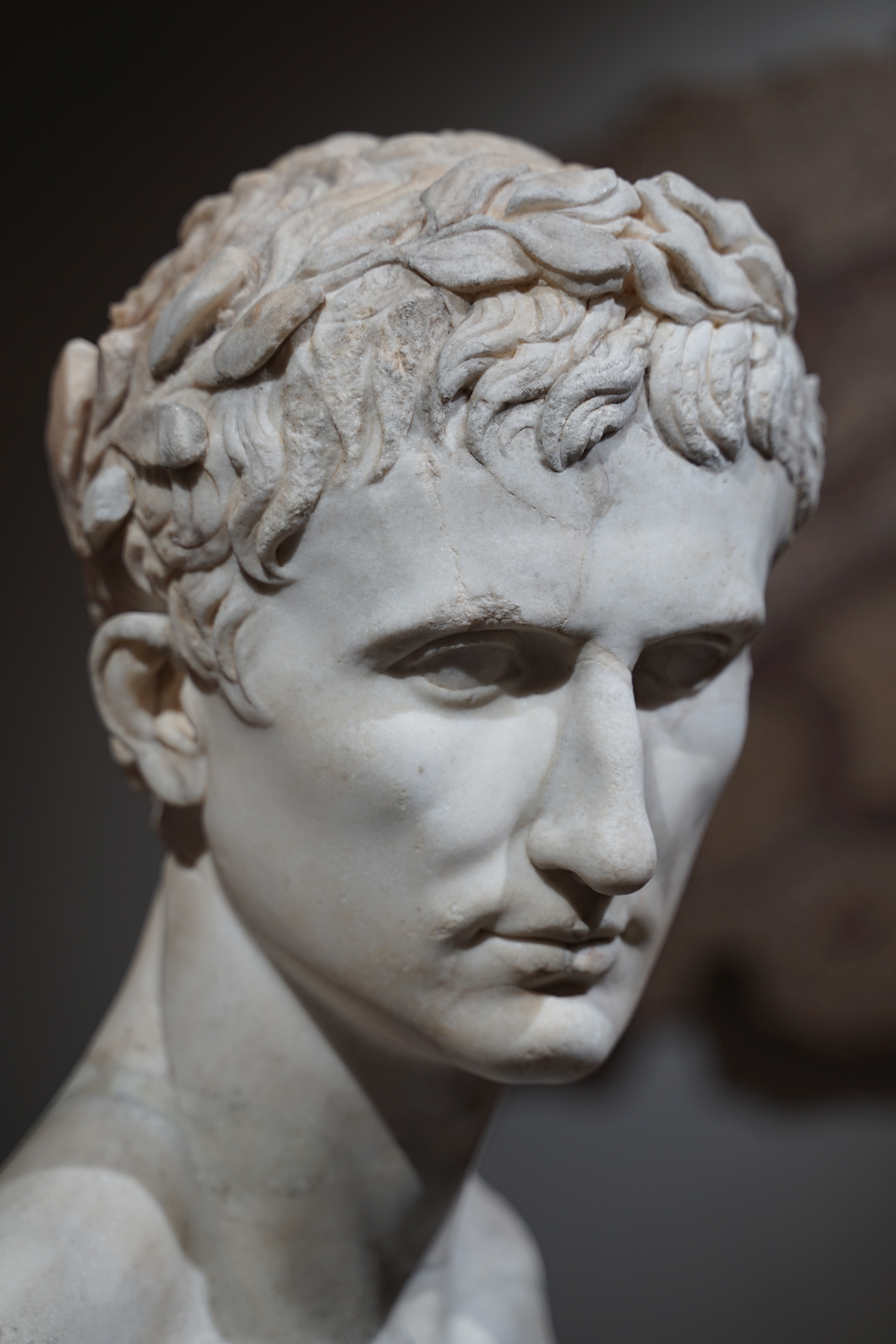
Buste de l'empereur Auguste

La fondation fait don de 250 objets de l'Antiquité classique, dont des bustes en marbre des empereurs romains Auguste et Trajan, mosaïques, orfèvrerie, dans : (pt) Fundação Bühler-Brockhaus, GRECO-ROMAN WORLD, Ancient Mediterranean Art : La donation Bühler-Brockhaus au Museu de Arqueologia D. Diogo de Sousa, Braga, Braga, 2020, 201 p. (ISBN 978-989-96430-2-4).
- Buste romain de l'empereur Auguste, fin du Ier siècle av. J.-C.
- Buste romain de l'empereur Trajan, fin du Ier siècle apr. J.-C.
- Attische schwarzfigurige Amphore, Herakles und der nemäische Löwe, 530 av. J.-C..
- Monumentaler rotfiguriger Volutenkater, 330 av. J.-C..
- Mosaïque romaine, Museu de Arqueologia D. Diogo de Sousa, Braga (Portugal)[14].

## Publications
- (de) Hans-Peter Bühler, Die Schule von Barbizon Französische Landschaftsmalerei im 19. Jahrhundert, Munich, Bruckmann, 1979, 152 p. (ISBN 3-7654-1761-0). 153 illustrations.
- (de) Hans-Peter Bühler, Heinrich Bürkel : Hans-Peter Bühler et Albrecht Krückl, Munich, 1989, 352 p. (ISBN 3-7654-2232-0). 97 images en couleurs.
- (de) Hans-Peter Bühler, Jäger Kosaken und polnische Reiter, Josef von Brandt, Alfred von Wierusz-Kowalski, Franz Roubaud und der Münchner Polenkreis, Hildesheim, 1993, 166 p. (ISBN 3-487-09655-2). 55 planches en couleurs, 36 illustrations en couleurs et 55 illustrations en noir et blanc.
- (de) Hans-Peter Bühler, Corot bis Monet Von Barbizon zum Impressionismus; Schenkung Bühler-Brockhaus an das Museum der bildenden Künste Leipzig, Dillingen, 2003, 238 p. (ISBN 978-3-00-011003-0). Avec les remerciements de Wolfgang Tiefensee, Hans-Werner Schmidt et Pierre Rosenberg, introduction de Thomas W. Gaehtgens. Textes sur les peintures et dessins : Hans-Peter Bühler. A propos des sculptures : Gérard Bouté. Krüger Druck.
- (pt) Hans-Peter Bühler, Arqueologia, Setúbal, coll. « Coleção Bühler-Brockhaus », 2015, 75 p. (ISBN 978-989-96430-1-7). 63 illustrations en couleurs.
- (pt) Fundação Bühler-Brockhaus, GRECO-ROMAN WORLD : Ancient Mediterranean Art. The Bühler-Brockhaus Donation to the Museu de Arqueologia D. Diogo de Sousa, Braga, Setúbal, 2020, 201 p. (ISBN 978-989-96430-2-4). 40 planches en couleurs, 232 illustrations en couleurs.

En plus d'articles dans des revues d'art, Bühler est également co-auteur de :
- (de) Hans-Peter Bühler, Bruckmanns Lexikon der Münchner Kunst, vol. 6, Munich, Bruckmann, 1981-1983 et 1993-1994 (ISBN 3-7654-1801-3).
- (de) AKL Allgemeines Künstlerlexikon. Die Bildenden Künstler aller Zeiten und Völker, De Gruyter, DOI [15].
- (de) Horst Ludwig, Sonia Baranov et Hans-Peter Bühler, Münchner Maler im 19. Jahrhundert, Munich, Bruckmann (ISBN 3-7654-1801-3).

## Distinctions
- 1989 : Lettre de remerciement du Chancelier fédéral Helmut Kohl pour le catalogue de Heinrich Bürkel, 13 septembre 1989
- 2010 : Ordre du Mérite de l'État libre de Saxe, 19 août 2010